# Villey-Saint-Étienne
Villey-Saint-Étienne és un municipi francès situat al departament de Meurthe i Mosel·la i a la regió del Gran Est. L'any 2007 tenia 1.074 habitants.

## Demografia

### Població
El 2007 la població de fet de Villey-Saint-Étienne era de 1.074 persones. Hi havia 406 famílies, de les quals 65 eren unipersonals (40 homes vivint sols i 25 dones vivint soles), 137 parelles sense fills, 164 parelles amb fills i 40 famílies monoparentals amb fills.
La població ha evolucionat segons el següent gràfic:
Habitants censats

### Habitatges
El 2007 hi havia 430 habitatges, 413 eren l'habitatge principal de la família, 2 eren segones residències i 15 estaven desocupats. 375 eren cases i 55 eren apartaments. Dels 413 habitatges principals, 328 estaven ocupats pels seus propietaris, 80 estaven llogats i ocupats pels llogaters i 5 estaven cedits a títol gratuït; 17 tenien dues cambres, 43 en tenien tres, 124 en tenien quatre i 229 en tenien cinc o més. 341 habitatges disposaven pel capbaix d'una plaça de pàrquing. A 135 habitatges hi havia un automòbil i a 247 n'hi havia dos o més.

### Piràmide de població
La piràmide de població per edats i sexe el 2009 era:
| Homes | Edats   | Dones |
| ----- | ------- | ----- |
| 0     | 95 o +  | 0     |
| 0     | 90 a 94 | 8     |
| 0     | 85 a 89 | 8     |
| 4     | 80 a 84 | 12    |
| 24    | 75 a 79 | 20    |
| 12    | 70 a 74 | 20    |
| 16    | 65 a 69 | 12    |
| 20    | 60 a 64 | 16    |
| 40    | 55 a 59 | 24    |
| 44    | 50 a 54 | 48    |
| 68    | 45 a 49 | 56    |
| 32    | 40 a 44 | 36    |
| 32    | 35 a 39 | 40    |
| 36    | 30 a 34 | 44    |
| 32    | 25 a 29 | 24    |
| 16    | 20 a 24 | 24    |
| 40    | 15 a 19 | 28    |
| 44    | 10 a 14 | 28    |
| 56    | 5 a 9   | 40    |
| 32    | 0 a 4   | 20    |

## Economia
El 2007 la població en edat de treballar era de 723 persones, 540 eren actives i 183 eren inactives. De les 540 persones actives 502 estaven ocupades (256 homes i 246 dones) i 38 estaven aturades (18 homes i 20 dones). De les 183 persones inactives 68 estaven jubilades, 70 estaven estudiant i 45 estaven classificades com a «altres inactius».

### Ingressos
El 2009 a Villey-Saint-Étienne hi havia 410 unitats fiscals que integraven 1.076,5 persones, la mediana anual d'ingressos fiscals per persona era de 21.860 €.

### Activitats econòmiques
Dels 29 establiments que hi havia el 2007, 1 era d'una empresa extractiva, 2 d'empreses de fabricació d'altres productes industrials, 3 d'empreses de construcció, 6 d'empreses de comerç i reparació d'automòbils, 4 d'empreses de transport, 2 d'empreses d'hostatgeria i restauració, 1 d'una empresa immobiliària, 4 d'empreses de serveis, 2 d'entitats de l'administració pública i 4 d'empreses classificades com a «altres activitats de serveis».
Dels 5 establiments de servei als particulars que hi havia el 2009, 1 era un guixaire pintor, 1 electricista, 1 perruqueria i 2 restaurants.
L'únic establiment comercial que hi havia el 2009 era una botiga de menys de 120 m².
L'any 2000 a Villey-Saint-Étienne hi havia 9 explotacions agrícoles que ocupaven un total de 740 hectàrees.

## Equipaments sanitaris i escolars
El 2009 hi havia 1 escola maternal i 1 escola elemental.

## Poblacions més properes
El següent diagrama mostra les poblacions més properes.